# Or de Yamashita

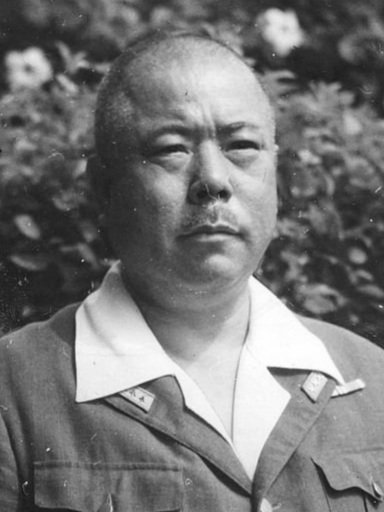
Tomoyuki Yamashita en 1945.

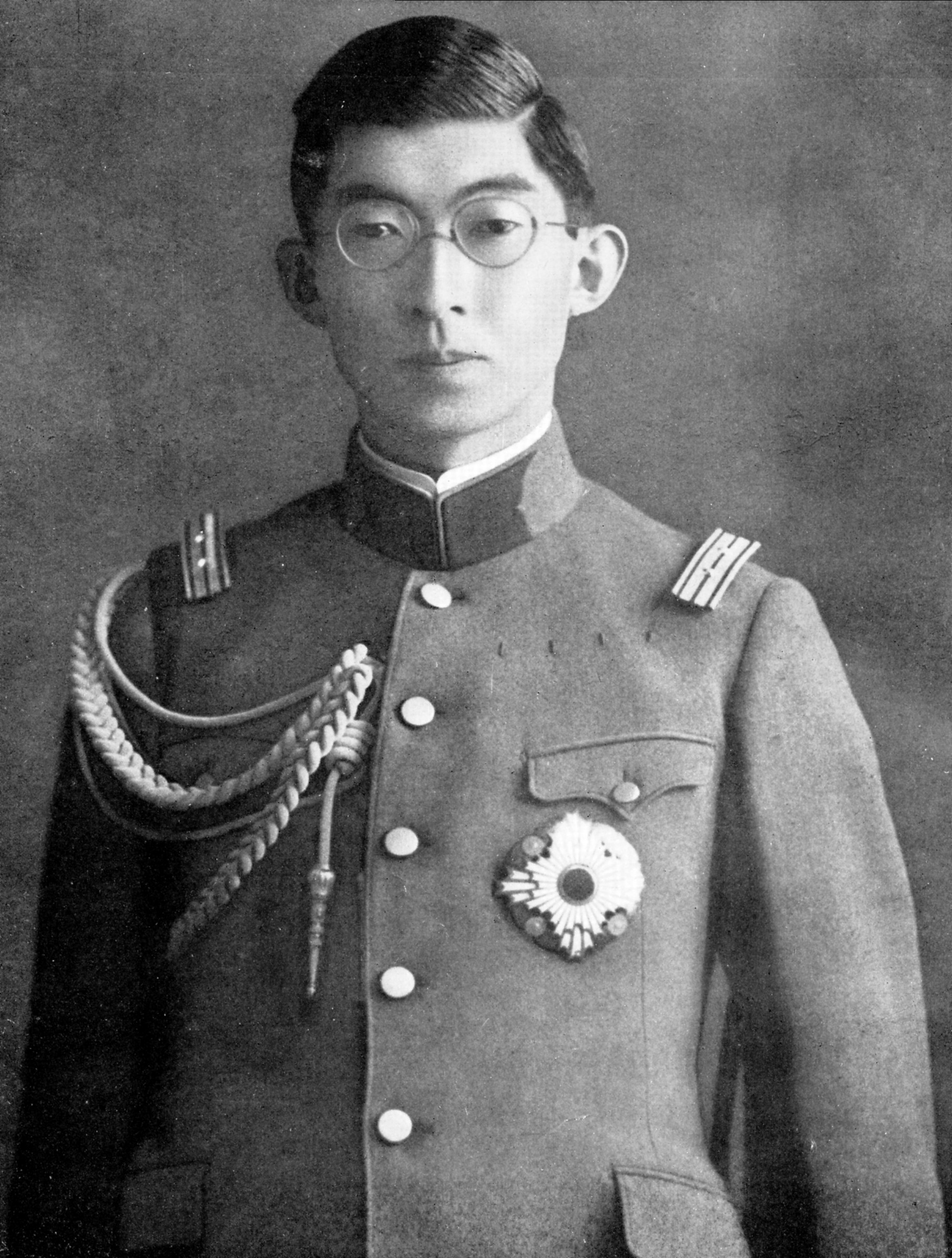
Le prince Yasuhito Chichibu.

L'or de Yamashita, aussi appelé le trésor de Yamashita, est le nom donné à un butin de guerre de l'armée impériale japonaise dérobé dans toute l'Asie du Sud-Est durant la Seconde Guerre mondiale, et prétendument dissimulé aux Philippines dans des grottes, des tunnels, des complexes souterrains, ou simplement enterré en divers endroits. Son nom provient du général Tomoyuki Yamashita, surnommé le « Tigre de Malaisie », qui aurait été chargé de l'opération. Bien que les récits de ce trésor caché attirent des chercheurs de trésors du monde entier depuis plus de cinquante ans, la plupart des experts affirme qu'il ne s'agit que d'une légende,. Le trésor a fait l'objet d'un procès important dans un tribunal de Hawaï en 1988 entre un chasseur de trésors philippin, Rogelio Roxas (en), et l'ancien président des Philippines, Ferdinand Marcos.

## Histoire
Les plus importants partisans de l'existence actuelle de l'or de Yamashita sont Sterling Seagrave (en) et Peggy Seagrave, qui ont écrit deux livres sur le sujet : La dynastie Yamato : l'histoire secrète de la famille impériale japonaise (2000) et Guerriers de l'or: la récupération secrète par l'Amérique de l'or de Yamashita (2003). Les Seagrave soutiennent que le pillage était organisé de façon massive, autant par les criminels yakuzas comme Yoshio Kodama, que par les plus hauts niveaux de la société japonaise, y compris l'empereur Hirohito. Le gouvernement japonais prévoyait que le butin amassé en Asie du Sud-Est financerait l'effort de guerre du Japon. Les Seagrave allèguent que Hirohito a nommé son frère, le Prince Yasuhito Chichibu, à la tête d'une organisation secrète appelée Kin no yuri (« Lis d'or »), dans ce but.
Les biens volés comprendraient de nombreux types d'objets de valeur pillés dans les banques, les coffres-fort, les magasins, les musées, les résidences privées et les édifices religieux. L'or était ensuite fondu en lingots portant des marques japonaises pour en dissimuler l'origine.
Selon divers témoignages, le butin aurait été initialement réuni à Singapour, puis plus tard transporté aux Philippines, d'où il devait être expédié au Japon. Mais durant la guerre du Pacifique, les sous-marins de la marine américaine et les avions alliés ont infligé des pertes de plus en plus lourdes à la marine marchande japonaise. Certains des navires transportant le butin de guerre au Japon ont été coulés au combat. Il aurait alors été décidé de cacher le restant de l'or sur place, aux Philippines, en attendant la fin du conflit. Le général Tomoyuki Yamashita, qui prit le commandement des forces japonaises aux Philippines en 1944, aurait mené à bien cette mission. Le trésor serait caché dans un grand nombre de sites (jusqu'à 175), qui auraient été piégés et soigneusement rebouchés. Ils sont localisés par des cartes codées en vieux dialecte japonais, indiquant l'emplacement des trésors et des pièges, mais sans aucune indication topographique. Il est prétendu que beaucoup de ceux qui connaissaient l'emplacement du butin ont été délibérément assassinés pendant la guerre, notamment les ouvriers et même les ingénieurs japonais, et plus tard les rescapés jugés par les Alliés pour crimes de guerre et exécutés ou incarcérés. Yamashita lui-même a été reconnu coupable de crimes de guerre (mais sans rapport avec le trésor) et exécuté par l'armée américaine le 23 février 1946 à Bayambang aux Philippines.
Les Seagrave et quelques autres affirment que des agents du renseignement militaire américain (Edward Geary Lansdale) ont localisé une grande partie du butin, se sont entendus avec Hirohito et d'autres hauts responsables japonais pour dissimuler son existence, et l'ont utilisé pour financer des opérations de renseignement secrètes américaines à travers le monde pendant la Guerre froide. Ces rumeurs ont inspiré de nombreux chasseurs de trésors, mais la plupart des experts et historiens philippins disent qu'il n'y a aucune preuve crédible derrière ces allégations,.
En 1992, Imelda Marcos, veuve du président Ferdinand Marcos, accusée de corruption et détournements, prétend que l'essentiel de la richesse de son mari provenait de l'or de Yamashita..
Beaucoup de particuliers et de consortiums, philippins et étrangers, continuent de rechercher le trésor caché. Un certain nombre de décès accidentels, de blessures et de pertes financières subis par les chasseurs de trésor ont été signalés.
Le musée national des Philippines est responsable de la délivrance des permis de chasse au trésor et des autorisations de fouilles.

## Scepticisme
Ricardo Jose, professeur d'histoire à l'université des Philippines, a remis en question la théorie selon laquelle les pillages de l'Asie du Sud-Est continentale auraient été transportés aux Philippines : « En 1943, les Japonais ne contrôlaient plus les mers. [...] Cela n'a aucun sens d'apporter quelque chose d'aussi précieux ici quand vous savez que de toute façon, il sera perdu [ou pris par] les Américains. La chose la plus rationnelle aurait été de l'envoyer à Taïwan ou en Chine ».
Le président de la commission historique nationale des Philippines et historien, Ambeth Ocampo (en), commente : « Deux des légendes d'or caché que je rencontre fréquemment sont le trésor de Yamashita et les potins que la fortune de Eduardo Cojuangco Jr. viendrait d'un sac d'argent ». Ocampo déclare également : « Depuis 50 ans, beaucoup de Philippins et d'étrangers ont dépensé leur temps, leur argent et leur énergie à la recherche du trésor insaisissable de Yamashita ». Le professeur Ocampo note : « Ce qui m'étonne, c'est que depuis 50 ans, malgré tous les chasseurs de trésors, leurs cartes, leurs témoignages et leurs détecteurs de métaux sophistiqués, personne n'a rien trouvé ». Cependant, il serait naïf de penser que tous les chercheurs rendent public leurs découvertes.

## Le procès Rogelio Roxas
En mars 1988, un chasseur de trésor philippin nommé Rogelio Roxas (en) dépose une plainte à Hawaï contre l'ancien président des Philippines, Ferdinand Marcos et sa femme Imelda Marcos pour vol et violations des droits de l'homme. Roxas affirme qu'à Baguio en 1961, il a rencontré le fils d'un ancien membre de l'armée impériale japonaise qui lui a indiqué l'emplacement du légendaire trésor de Yamashita. Roxas prétend qu'un deuxième homme, qui servait d'interprète à Yamashita pendant la guerre, lui a dit d'inspecter une cavité souterraine là où des stocks d'or et d'argent ont été cachés, et qu'un bouddha en or était conservé dans un couvent situé près des chambres souterraines. Roxas prétend que, dans les années qui suivirent, il forma un groupe pour rechercher le trésor et obtint un permis à cet effet d'un parent de Ferdinand, le juge Pio Marcos. En 1971, Roxas affirme que lui et son groupe ont découvert une cavité fermée sur les terres de l'État à proximité de Baguio où il a trouvé des baïonnettes, des katanas de samouraïs, des radios, et des restes de squelettes habillés d'uniformes militaires japonais. Il y avait également dans la grotte, selon Roxas, un Bouddha d'environ 1 mètre de haut de couleur dorée et de nombreuses caisses empilées qui occupaient un volume d'environ 2 m x 2 m x 10 m. Il prétend avoir ouvert juste l'une des boîtes, et avoir trouvé de l'or emballé. Il dit avoir pris le Bouddha d'or, qu'il estime peser une tonne, et une boîte contenant vingt-quatre lingots d'or, et les a cachés dans sa maison. Il prétend avoir refermé la cavité pour revenir chercher les boîtes restantes, qu'il soupçonnait également d'être remplies de lingots d'or. Roxas dit avoir vendu sept des barres d'or de la boîte emportée, et a cherché des acheteurs potentiels pour le Bouddha d'or. Deux personnes intéressées ont examiné le métal de la statue et ont indiqué qu'il était fait d'or à 20 carats. Roxas déclare que le président Ferdinand Marcos aurait appris la découverte de Roxas et ordonné qu'il soit arrêté, battu et torturé pour révéler la cachette, et que le Bouddha et l'or restant soient saisis. Roxas soutient qu'en représailles à ses demandes de restitution du Bouddha et du reste du trésor qui lui aurait été confisqué, Ferdinand a continué à menacer Roxas, à le battre et finalement l'aurait emprisonné pendant plus d'un an.
Après sa libération, Roxas a mis de côté ses réclamations contre Marcos jusqu'à ce que son mandat de président s'achève en 1986. Mais en 1988, Roxas et la Golden Budha Corporation, qui maintenant détient les droits de propriété sur le trésor réclamé par Roxas, accusent Ferdinand et sa femme Imelda dans un tribunal de Hawaï et demandent des dommages et intérêts pour le vol et les violations des droits de l'homme commises contre Roxas. Celui-ci meurt cependant la veille du procès, mais avait déjà fait une déposition qui sera ensuite utilisée comme preuve. En 1996, les héritiers de Roxas et la Golden Budha Corporation bénéficient du jugement le plus important jamais rendu dans l'histoire, soit 22 milliards de dollars, avec des intérêts qui atteignent 40,5 milliards de dollars. En 1998, la cour suprême de Hawaï estime qu'il y avait suffisamment de preuves pour étayer la conclusion du jury selon laquelle Roxas avait vraiment trouvé le trésor et Marcos le lui avait volé. Cependant, le tribunal revient sur la demande de dommages et intérêts, estimant que l'indemnisation de 22 milliards de dollars pour la cavité pleine d'or est trop élevée, car il n'y avait aucune preuve concernant la quantité ou la qualité des biens volés et a demandé une nouvelle estimation de la valeur du Bouddha en or et de seulement 17 barres d'or. Après plusieurs années de procédures judiciaires, la Golden Budha Corporation obtient un jugement définitif contre Imelda Marcos dans la mesure de sa participation dans la succession de Marcos pour un montant de 13 275 848,37 $ et les héritiers de Roxas obtiennent un dédommagement de 6 millions $.
Le tribunal conclut finalement que Roxas a trouvé un trésor, et bien qu'il n'ait pas été prouvé que ce trésor était bien l'or légendaire de Yamashita, le témoignage sur lequel le tribunal s'appuyait pour parvenir à sa conclusion confirmait ce fait. Roxas aurait utilisé la carte du fils d'un soldat japonais, aurait suivi les conseils fournis par l'interprète de Yamashita, et aurait trouvé des épées de samouraï et des squelettes de soldats japonais morts dans la pièce du trésor. Tout cela conduit la Cour d'appel à résumer comme suit les allégations aboutissant au jugement final de Roxas : « Le trésor de Yamashita a été trouvé par Roxas et volé par les hommes de Marcos ».

## Dans la culture populaire
- L'or de Yamashita est un élément scénaristique dans Cryptonomicon, un roman de Neal Stephenson.
- Un film sur le trésor, Yamashita : Le Trésor du Tigre (en), réalisé par Chito S. Roño (en), est sorti aux Philippines en 2001[14]. Il raconte l'histoire d'un ancien prisonnier philippin et de son petit-fils déchiré entre des agents secrets et un ancien soldat japonais corrompu qui s'intéresse au butin enfoui. Le grand-père est la seule personne qui a survécu et qui connaît l'emplacement du trésor enfoui.
- Un épisode de la série américaine Les Enquêtes extraordinaires, diffusé pour la première fois le 27 janvier 1993, parle du sort du butin qui aurait été amassé par le général Yamashita.
- La dernière partie du jeu-vidéo Medal of Honor : Soleil levant tourne autour de l'or.
- L'or de Yamashita sert d'élément scénaristique de Dragon, un roman de Clive Cussler, et de Gaijin Cowgirl, roman de Jame DiBiasio. Il apparaît également dans l'intrigue de Pursuit of the Golden Lily, roman de R. Emery inspiré du journal de guerre de son père.
- Ore, or Or, pièce de Duncan Pflaster (en), utilise l'or de Yamashita comme une métaphore de la vie amoureuse des personnages modernes, dont l'un essaie de déterminer si une caisse de statues en or découvertes aux Philippines faisait partie du trésor de Yamashita ou non.
- The Mystery of Yamashita's Map (2007), roman de James McKenzie, raconte l'histoire d'un groupe de chasseurs de trésors qui partent à la recherche de l'or de Yamashita.
- L'émission TV Yamashita's Treasure est diffusée à la télévision singapourienne en 2010.
- L'or de Yamashita est un élément scénaristique majeur de Dead Mine (en), un film d'horreur de 2013 où l'action se déroule sur une île indonésienne isolée.
- L'histoire du roman Le Jardin des brumes du soir (en) de Tan Twan Eng (en) de 2012 tourne autour du plan « Lys d'or » du Japon impérial, l'opération qui a amassé l'or de Yamashita.
- Le documentaire britannique Raiders of the Lost Past "Yamashita's Gold" The show parle des efforts des chasseurs de trésors obstinés.
- La chute du dentiste nord-irlandais Colin Howell est causée par une fascination insensée pour l'or de Yamashita et est représentée dans un téléfilm sur ITV.
- Dans le roman visuel Umineko no Naku Koro ni, l'histoire de l'or que le chef des Ushiromiya est censé avoir caché est inspirée de l'or de Yamashita, surtout dans le 7e épisode.
- Dans la série TV Expedition Unknown (en), Josh Gates se rend aux Philippines pour aider les chasseurs de trésors à chercher l'or perdu.
- Le film japonais Legs des 500 000 de 1963 s'inspire de cette rumeur en la reformulant.

## Citations
1. 1 2  Asian Pacific Post, "Searching for the lost treasure of Yamashita" (Wednesday, August 24, 2005) Access date: January 10, 2007.
2. ↑  « The loot of Luzon, Tokyo gold buried in the Philippines–really? », Usnews.com (version du 18 février 2012 sur Internet Archive)
3. 1 2 3  « Supreme Court of Hawaii, Roxas v. Marcos, November 17, 1998 », Uniset.ca (consulté le 26 mars 2012)
4. 1 2 3 4 5 6  Chalmers Johnson, "The Looting of Asia" ; review of Gold Warriors, London Review of Books v. 25, no. 22 (November 20, 2003)
5. ↑  Mike Tharp, The loot of Luzon, 24 juillet 2000 (lire en ligne [archive du 18 février 2012])
6. ↑  Marcos Widow Claims Wealth Due to 'Yamashita Treasure', 3 février 1992 (lire en ligne)
7. ↑  See, for example, Asian Pacific Post, 2005, Ibid and; BBC, "WWII Japanese bomb kills Philippines treasure hunters" (March 22, 1998). Access date: January 10, 2007.
8. ↑  « Republic Act No. 10066 », Official Gazette, Government of the Philippines, 26 mars 2010
9. ↑  Asian Pacific Post 2005, Ibid.
10. ↑  "22-billion award vs. Marcoses reversed", Filipino Express, November 29, 1998
11. ↑  « Lawyers Debate Value of Stolen Gold », Honolulu Star-Bulletin, 29 février 2000 (consulté le 26 mars 2012)
12. ↑  See:
  - "Manila Standard Today, Marcos Victims Dying To Get Paid, January 28, 2006"
  - Marcos Torture Victims Entitled to Millions, Ninth Circuit Says, Metropolitan News-Enterprise, May 5, 2006
  - Republic of the Philippines v Pimentel, Petition for a Writ for Certiorari, United States Supreme Court
  - Judge allots $35 million to plaintiffs vs. Marcos Honolulu Star-Bulletin, July 13, 2004
13. ↑  « ''Republic of the Philippines v Pimentel, Petition for a Writ for Certiorari, United States Supreme Court, p. 43 » [PDF] (consulté le 26 mars 2012)
14. ↑  « Yamashita: The Tiger's Treasure (2001) » (consulté le 16 juillet 2007)